# Esfir Xub
Esfir Ilínitxna (Esther) Xub (rus: Эсфи́рь Ильи́нична Шуб; 16 de març de 1894, Suraj, Imperi Rus – 21 de setembre de 1959, Moscou, URSS), fou cineasta i muntadora que destacà per la seva tasca en el camp del documental. Reconeguda com a pionera del documental d'arxiu, fou una de les poques dones que va tenir un paper significatiu en la indústria cinematogràfica soviètica. Els seus documentals construeixen la narració a partir d'imatges preexistents, convertint el muntatge en matèria primera de la creació cinematogràfica. El seu principal llegat fou establir nous principis teòrics per a la no-ficció cinematogràfica. És coneguda principalment per La caiguda de la dinastia Romànov, pel·lícula commemorativa del 10è aniversari de la Revolució Russa construïda quasi completament a partir de pel·lícula d'arxiu.

## Biografia
Provinent d'una família jueva de terratinents de la població de Suraj (regió de Txernígov a l'actual Ucraïna). El seu pare, Ilià Roxal, era farmacèutic i la seva mare va morir quan ella era petita. A mitjan dècada del 1910, s'instal·là a Moscou per estudiar literatura a l'Institut d'Educació Superior per a dones de Moscou on s'involucrà en els cercles universitaris revolucionaris, molt populars entre les joves estudiants.

## Inicis
Al 1918 començà la seva carrera a l'administració soviètica com a responsable de TEO, el departament de teatre de Narkomprós (Comissariat del Poble per a l'Educació). Fascinada pel teatre, col·laborà amb el director Vsévolod Meierhold i el poeta Vladímir Maiakovski, donà suport al manifest per a la renovació del teatre rus del director Ievgueni Vakhtàngov i es va relacionar amb el grup LEF (Front Esquerra de les Arts) fins al final dels anys 1920. Entre 1928 i 1931 formà part del col·lectiu constructivista “Octubre”, actiu de 1928 a 1932 i entre els quals destacaven els artistes Aleksandr Ródtxenko, El Lissitzky, Serguei Eisenstein, Aleksei Gan i Gustavs Klucis.
L'any 1922 entrà a treballar a Goskinó, el Comitè Estatal de la Cinematografia, i ràpidament fou nomenada cap de la divisió de muntatge. Allà va conèixer al cineasta Dziga Vértov amb qui va mantenir una llarga relació professional. Els dos compartien la idea que el cinema revela aspectes no visibles a l'ull (teoria del cinema ull de Vértov) però a Xub li interessava més la interpretació història del món que copsar els fets contemporanis. En un article del 1926 publicat a la revista Kinó va escriure que els cineastes de no-ficció s'havien d'oposar al monopoli del cinema ull i reclamar la possibilitat d'editar noticiaris.
A Goskinó, Esfir Xub s'especialitzà en eliminar les parts políticament incorrectes de les pel·lícules per tal de fer-les adequades al nou públic soviètic. Reeditava i titulava les pel·lícules estrangeres, i com que les noves produccions arribaven en comptagotes a la URSS es reeditaven pel·lícules antigues per adaptar-les al principis ideològics del nou estat soviètic. Xub es va convertir en una experta en la reedició de les pel·lícules prerevolucionàries i estrangeres però també va treballar en noves produccions desenvolupant un estil periodístic i el seu mètode de muntatge va influenciar a Vèrtov i Einsenstein.

## Documental d'arxiu
A partir de la seva experiència a Goskinó, Xub va desenvolupar una nou subgènere documental, el documental d'arxiu o compilació fílmica (de l'anglès, 'compilation film'), oposat a l'estil de Vértov que se centrava en copsar la vida quotidiana. El crític Óssip Brik argumentava que el treball de Xub era preferible al de Vèrtov per la manera com s'aproximava al material existent, amb un marc de treball per cada material que paradoxalment permetia que una imatge fora de context mantingués la seva autenticitat.

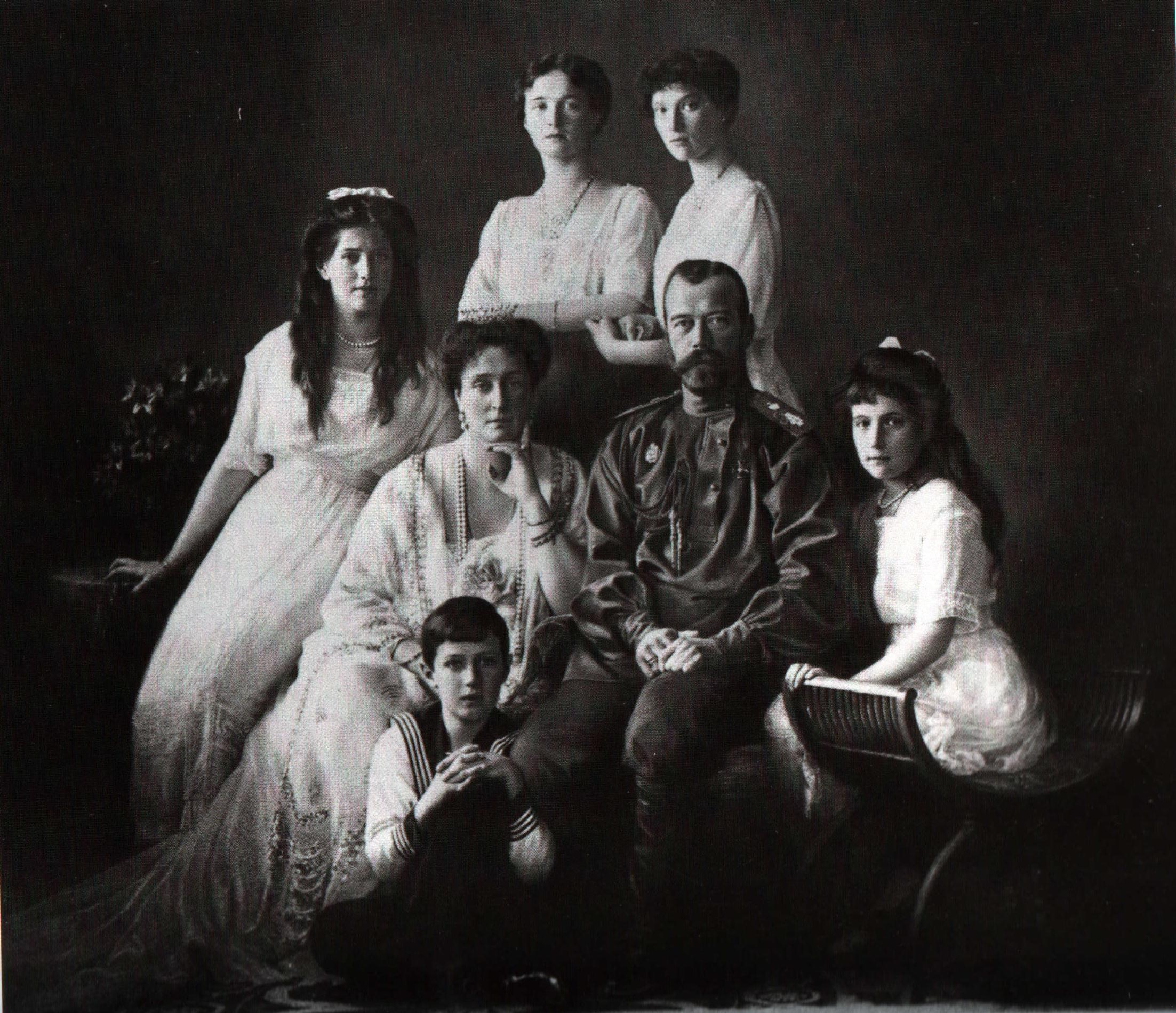
Nicolau II i la família Romànov, 1913

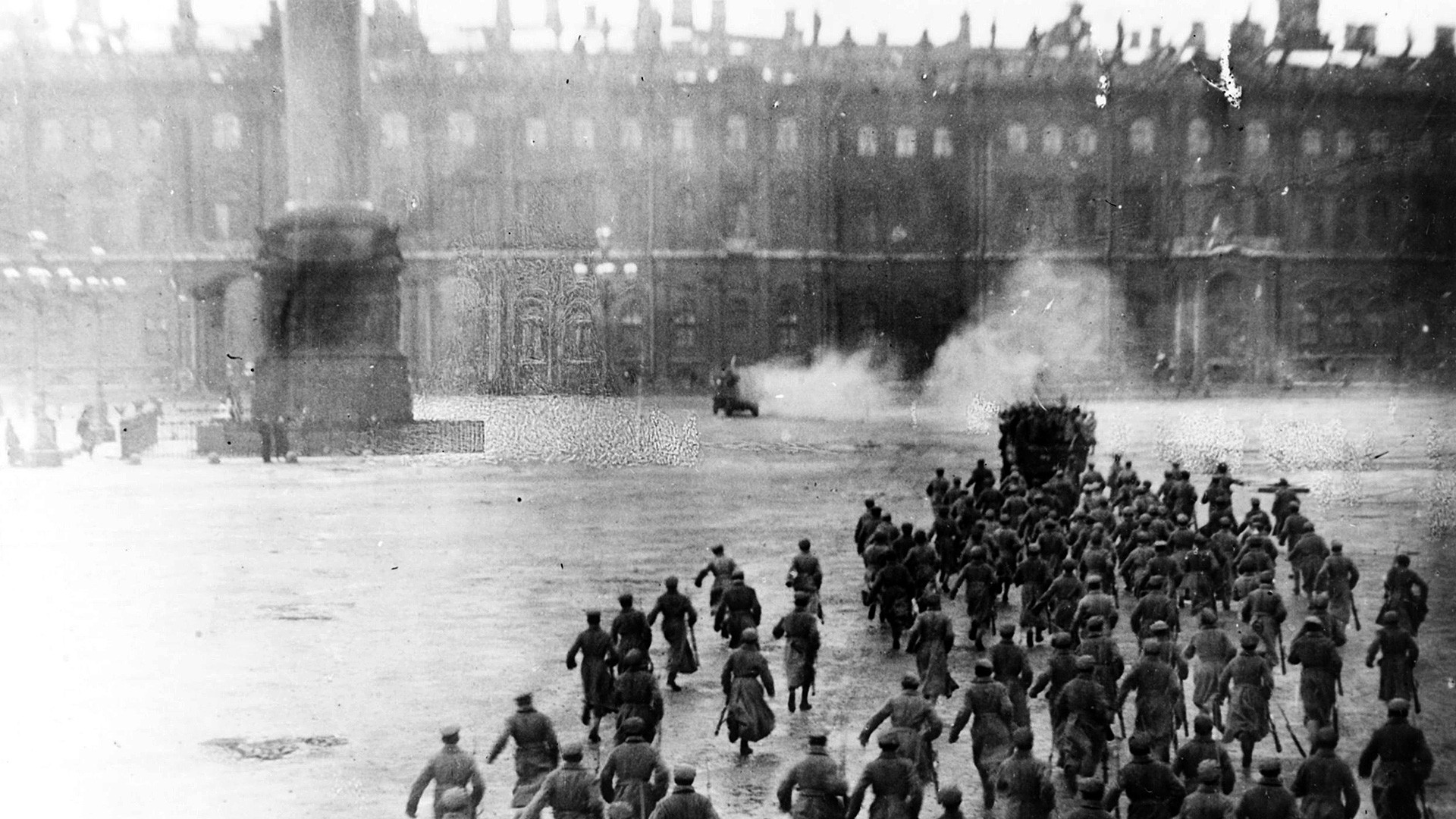
Assalt al Palau d'Hivern de la família Romànov, Sant Petersburg, 1917

Va rebre l'encàrrec de participar en la commemoració dels deu anys de la Revolució d'Octubre i va estrenar la primera part de la seva trilogia per celebrar l'arribada al poder dels bolxevics: La caiguda de la dinastia Romànov. La pel·lícula se centrava en els fets del 1912 al 1917, des de abans de la Primera Guerra Mundial i fins a la Revolució d'Octubre i combinava material d'arxiu amb noves seqüències enregistrades per Xub per cobrir la manca de material real. La pel·lícula sorgia de materials molt diferents: antigues notícies filmades, pel·lícules domèstiques i fragments enregistrats pels responsables de cinema de la família imperial, tots trobats en soterranis, cellers i armaris de reporters de guerra. Xub s'havia desplaçat a Leningrad per investigar al Museu de la Revolució on durant dos mesos va examinar més de 60.000 metres de pel·lícula i en va fer una selecció. Va aconseguir salvar documents d'abans i durant la revolució, material classificat com a “desaparegut” o “contra-revolucionari”, i va convèncer el govern soviètic per comprar negatius de la Revolució de Febrer de 1917 a productors dels Estats Units. La catalogació i restauració de tot el material va permetre obtenir un arxiu audiovisual de la Revolució i Xub es va convertir en pionera a la Unió Soviètica en interessar-se per la conservació i classificació de material fílmic.
Va muntar el seu documental combinant imatges sense relació causal o temporal per tal d'aconseguir un punt de vista concret a partir del que havia après amb el cineasta Lev Kuleixov i la teoria del muntatge d'Eisenstein. La teoria de Kuleixov, coneguda com a efecte Kuleixov, posa de relleu el muntatge de la narrativa en la comprensió semàntica de l'escena, ja que situa a l'espectador com a subjecte actiu en la comprensió de les imatges i en el procés de creació de significat.
La caiguda de la dinastia Romànov reafirmava els fets sobre la ficció i va ser concebuda com a document real de la Revolució Russa. Els teòrics de cinema soviètic van elogiar el documental per ser veritablement revolucionari i propagandístic en contraposició amb l'obra d'Eisenstein, Octubre, estrenada al mateix any i criticada per ser massa personal. Sobre Octubre, Xub va escriure que no es pot representar un fet històric perquè la representació distorsiona el fet. Per narrar els fets es necessita la veritat històrica, el document i una gran austeritat d'execució. I el que donava aquests elements era les imatges dels informatius. La trilogia es complementa amb La gran ruta, centrada en el període 1917-1927 i on va incorporar escenes de Lenin mai vistes, i La Rússia de Nicolau II I Lev Tolstoi produïda l'any 1928 per commemorar el centenari del naixement de l'escriptor.
Al 1929 es va traslladar a Berlín amb un grup de cineastes soviètics per col·laborar amb els comunistes alemanys en un documental per a ús propagandístic internacional on va experimentar per primera vegada amb el cinema sonor. Creat a partir de material d'informatius internacionals i noves filmacions, el documental es va estrenar amb el títol Avui a la Unió Soviètica (a Alemanya es va titular Canons o tractors). De retorn a la URSS, va crear seu primer documental sonor que celebrava el primer Pla Quinquennal de Ióssif Stalin.
L'any 1939 va dirigir Espanya homenatge al poble espanyol per Ia seva lluita contra l'exèrcit franquista. El film mostra la desfeta republicana a través d'un recorregut per Espanya a partir de les imatges d'arxiu filmades per un destacat fotògraf de guerra soviètic, Roman Karmen, que formen part de la iconografia de la Guerra Civil espanyola. Espanya és un clar exemple de pel·lícula de propaganda per animar el públic soviètic a lluitar contra el feixisme davant la imminència de la guerra. Les imatges, captades 

## Últims anys
La seva carrera va fer un gir amb el cinema sonor i el canvi de política cultural impulsada per Stalin a la dècada del 1930, el realisme socialista, i es va centrar en l'ultra-realisme fent servir material de nova filmació. Com molts altres creadors d'avantguarda, va perdre el favor del règim i molts dels seus projectes van ésser desestimats o encarregats a altres directors. Tot i així, l'any 1935 va rebre el Premi d'Artista de la República i va fer el documental Terra dels Sóviets per commemorara el 20è aniversari de la Revolució. L'últim encàrrec que va rebre del règim va ser fer un documental per glorificar la figura d'Stalin, Terra natal.
L'any 1942 va abandonar Goskinó per convertir-se en responsable de les notícies a l'Estudi Central pels Documentals de Moscou. Va col·laborar amb el director Vsévolod Pudovkin qui als anys 1920 havia revolucionat el cinema rus amb la tècnica de les accions paral·leles. Amb la Segona Guerra Mundial va començar a treballar també temes socials, com el seu últim projecte acabat, A través de l'Araks molt crític amb les condicions de vida del poble àzeri a l'Iran.

## Vida personal
Es va casar dues vegades i va tenir una filla amb el seu primer marit, de qui es va divorciar. El seu segon marit va ser Aleksei Gan, artista i teòric d'avantguarda, una de les figures més rellevants del moviment constructivista, i editor de la famosa revista Kinofot. Gan va ser una de les víctimes de les purgues d'Stalin de finals dels anys trenta: va desaparèixer en un viatge i es creu que va morir en un camp de treball.
A finals dels anys 1940 i principis dels anys 1950 Xub va continuar treballant com a muntadora i es va dedicar a escriure les seves memòries: Krúpnim plànom (En primer pla, 1959), on explica la seva lluita per guanyar-se el respecte dels seus col·legues com a teòrica i cineasta en un sector dominat pels homes. El 1972 es va publicar de manera pòstuma el segon volum de les seves memòries, Jizn moià: kinematógraf (La meva vida: cinematògraf, 1972).

## Filmografia com a directora i muntadora
| Any  | Títol traduït                               | Original rus                         |
| ---- | ------------------------------------------- | ------------------------------------ |
| 1927 | La caiguda de la dinastia Romànov           | Padenie Dinastii Romanovykh          |
| 1927 | La gran ruta                                | Veliky put                           |
| 1928 | La Rússia de Nicolau II I Lev Tolstoi       | Rossya Nikolaya II i Lev Tolstoi     |
| 1930 | Avui                                        | Segodnya                             |
| 1932 | Komsomol— Cap de l'electrificació           | KShE (Komsomol—shef elektrofikatsii) |
| 1934 | Moscou construeix el metro (o Metro de nit) | Moskva stroit metro (o Metro Nochyu) |
| 1937 | Terra dels Sóviets                          | Strana Sovetov                       |
| 1939 | Espanya                                     | Ispanija                             |
| 1942 | Terra natal                                 | Strana rodnaia                       |
| 1947 | A través dels Araks                         | Po tu storonu Araksa                 |